# Bandiédaga
Bandiédaga est une localité située dans le département de Sampelga de la province du Séno dans la région Sahel au Burkina Faso.